# Jongno 3-ga (metropolitana di Seul)
Jongno 3-ga (종로3가역 - 鍾路3街驛, Jongno samga-yeok) è una stazione della metropolitana di Seul servita dalle linee 1, 3 e 5 della metropolitana di Seul. Si trova nel quartiere di Jongno-gu, nel centro della città sudcoreana.

## Linee
Seoul Metro
● Linea 1
● Linea 3
 Azienda di trasporto metropolitano di Seul
● Linea 5

## Struttura
La fermata della linea 1 è costituita da due marciapiedi laterali con i binari al centro, quelle delle linee 3 e 5 invece sono dotate di marciapiedi centrali con binari laterali. Tutte le linee dispongono di porte di banchina.
| Direzione Soyosan             | ● Linea 1 | per Cheongnyangni, Seongbuk, Uijeongbu, Dongducheon e Soyosan |
| Direzione Seul                | ● Linea 1 | per Seul, Yongsan, Guro, Incheon e Cheonan                    |
| Direzione Daehwa              | ● Linea 3 | per Gyeongbokgung, Yeonsinnae, Gupabal, Daegok e Daehwa       |
| Direzione Ogeum               | ● Linea 3 | per Chungmuro, Gosok-Terminal, Yangjae, Suseo e Ogeum         |
| Direzione Banghwa             | ● Linea 5 | per Chungjeongno, Yeouido, Gimpo Aeroporto e Banghwa          |
| Direzione Macheon/Sangil-dong | ● Linea 5 | per Wangsimni, Gunja, Cheonho, Sangil-dong e Macheon          |

## Stazioni adiacenti
| «           | Servizio | »            |
| Linea 1     | Linea 1  | Linea 1      |
| ----------- | -------- | ------------ |
| Jongno 5-ga | -        | Jonggak      |
| Linea 3     |          |              |
| Anguk       | -        | Euljiro 3-ga |
| Linea 5     |          |              |
| Gwanghwamun | -        | Euljiro 4-ga |